# 赛仓·阿旺扎西
赛仓·阿旺扎西（藏語：བསེ་ཚང་ངག་དབང་བཀྲ་ཤིས།，威利转写：bse tshang ngag dbang bkra shis，1678年—1738年1月10日），又譯為赛·俄昂扎西，是藏傳佛教格魯派第一世赛仓活佛。

## 生平
他于藏历第11绕迥土马年（1678年）出生于青海同仁雅隆地方的赛氏土官家庭，父名仁青嘉布，母名娘毛贤，5岁（1682年)时随两位格西学藏文字母，6岁（1683年）出家受沙弥戒，法号为金巴嘉措，到10岁(1687年)离家住入当地寺院，拜该寺堪布为学经师，系统地学习佛法。16岁（1693年）时，随父到拉萨入哲蚌寺郭莽扎仓，18岁时（1695年）学习完五部大论。19岁时生了一场大病，后因嘉木样阿旺宗哲大师祈求三宝佑护而康复。24岁时(1701年)受比丘戒。28岁时（1705年)获得了格西学位。29岁时（1706年），他进入下密院学习，31岁时(1708年），他考取了下密院的俄仁巴格西学位。
他32岁时（1709年）随同嘉木样大师一起返回安多藏区的桑库（现在甘肃夏河境内），嘉木样决定在此建立拉卜楞寺，任命他为寺院首任法台，兼任经师。33岁时（1710年），他开始撰写因明学的入门教材《摄类学》及《摄类学注》，此著作后来被拉卜楞寺、塔尔寺等寺院采用作为学习因明学的必修教材。
41岁时（1718年），他跟随嘉木样大师到德尔隆山谷，开启玛玖拉仲所埋伏藏。他44岁时（1721年），他的师父嘉木样大师圆寂，他此后都在拉卜楞寺等地說法、传法。61岁时（1738年），他最后一次主持法会，是年一月初十黎明圆寂。

## 著作
主要著作有《因明学概要及其注释》（此書為《攝類學》及《攝類學注》的漢譯）、《因缘论》、《一世嘉木样传》、《四静虑论》、《二十僧论》。